# Wyndham Halswelle
Wyndham Halswelle (Londra, 30 maggio 1882 – Neuve-Chapelle, 31 marzo 1915) è stato un velocista e mezzofondista britannico, vincitore di una controversa gara dei 400 metri piani ai Giochi olimpici del 1908.

## Biografia
Nato a Londra da genitori scozzesi, Wyndham Halswelle ebbe una notevole carriera atletica a Charterhouse e nel RC Sandhurst, prima di essere nominato ufficiale nella Highland Light Infantry. L'abilità di Halswelle venne riconosciuta mentre il reggimento era in Sudafrica, dove prese parte alla Guerra Boera, ma non fu fino al suo ritorno in Gran Bretagna, nel 1904, che si dedicò seriamente all'atletica.
Nel 1905 vinse il titolo scozzese e quello dell'AAA, sulle 440 iarde, e l'anno seguente, ai Giochi olimpici intermedi, ottenne la medaglia d'argento nei 400 m piani e quella di bronzo negli 800 m piani. Al suo ritorno in Scozia arrivò primo sulle 100, 220, 440 e 880 iarde - tutto nello stesso pomeriggio - ai campionati scozzesi. La sua stagione venne accorciata da un infortunio alle gambe nel 1907, ma l'anno successivo tornò battendo il record mondiale sulle 300 iarde con 31"2.
Raggiunse la finale olimpica nel 1908 con il miglior tempo di qualificazione. La finale ebbe un arrivo serrato. Quando quattro atleti si presentarono sul rettilineo finale: William Robbins (USA) primo, seguito da John Carpenter (USA), e Wyndham Halswelle terzo, seguito da John Taylor (USA). Quando Carpenter e Halswelle si spinsero all'esterno per sorpassare Robbins, qualcuno urlò «Fallo!».
Anche se Carpenter finì primo, con Robbins in seconda posizione e Halswelle in terza, i giudici britannici accusarono Carpenter di aver ostacolato Halswelle e annullarono la gara (prove fotografiche della gara evidenziarono successivamente che Carpenter effettivamente ostacolò Halswelle). Mentre bloccare gli avversari era permesso dalle regole statunitensi, la gara olimpica era condotta secondo le più restrittive norme britanniche.
La gara venne nuovamente disputata senza Carpenter, ma poiché gli atleti statunitensi si rifiutarono di rifare la finale, Halswelle corse la gara da solo e vinse l'oro. È l'unica occasione nella storia delle Olimpiadi in cui una finale di atletica fu corsa da un solo atleta.
Wyndham Halswelle fece un'apparizione di addio ai "Glasgow Rangers Sports" del 1908 e non corse più. Durante la prima guerra mondiale Wyndham Halswelle, capitano dell'esercito britannico, venne ucciso dal proiettile di un cecchino nella battaglia di Neuve-Chapelle in Francia.

## Palmarès
| Anno | Manifestazione            | Sede   | Evento      | Risultato  | Prestazione | Note |
| ---- | ------------------------- | ------ | ----------- | ---------- | ----------- | ---- |
| 1906 | Giochi olimpici intermedi | Atene  | 100 m piani | Semifinale | n/d         |      |
| 1906 | Giochi olimpici intermedi | Atene  | 400 m piani | Argento    | 53"8        |      |
| 1906 | Giochi olimpici intermedi | Atene  | 800 m piani | Bronzo     | 2'03"0      |      |
| 1908 | Giochi olimpici           | Londra | 400 m piani | Oro        | 50"0        |      |